# Priego de Córdoba
Priego de Córdoba ist eine Stadt in der Provinz Córdoba in der spanischen Provinz Andalusien. Priego ist autonome Gemeinde und Hauptort eines Gerichtsbezirks. Die Stadt gehört zur Comarca von Subbética.
Die Stadt Priego wird wegen ihrer vielen Brunnen Ciudad del agua, Stadt des Wassers, und wegen ihrer vielen barocken Gebäude Joya del Barroco Cordobés, Juwel des cordobesischen Barock genannt.

## Geografie

### Geografische Lage

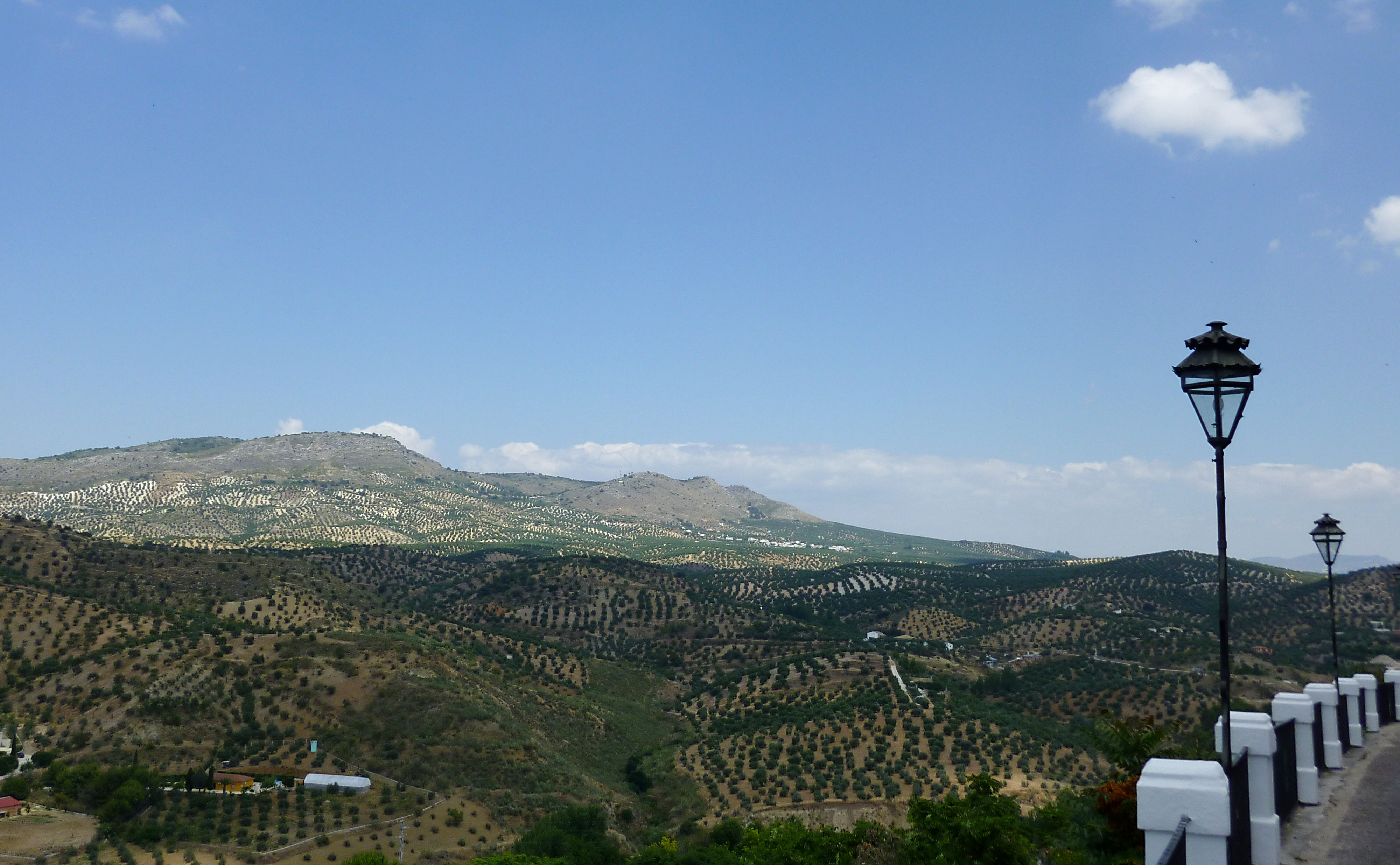
Blick vom Balcón de Adarve auf die Landschaft östlich von Priego

Priego liegt im Südosten der Provinz Córdoba auf 652 msnm in den Sierras Subbéticas an der touristischen Ruta del Califato. Die Entfernung zur Provinzhauptstadt Córdoba beträgt rund 100 km. Der Gemeindebezirk grenzt im Osten an die Provinz Jaén und im Westen an die Provinz Granada.
Nachbargemeinden sind Fuente Tójar, Alcaudete und Luque im Norden, Alcalá la Real, Almedinilla und Montefrío im Osten, Algarinejo und Iznájar im Süden sowie Rute und Carcabuey im Westen.
Der Gerichtsbezirk von Priego umfasst den Nationalpark Parque Nacional de las Sierras Subbéticas, mit einer Fläche von 315,7 km² und einer bemerkenswerten Landschaft, Pflanzen- und Tierwelt. Im Südosten liegt die Sierra de Horconera mit den höchsten Erhebungen der Region, der 1570 m hohen Tiñosa und dem 1476 m hohen Pico Bermejo. Im Süden liegen die Höhenzüge der Sierra de Priego, der Sierra de la Tiñosa und der Sierra de Rute. Im Norden öffnet sich unterhalb des Ortes eine weite Ebene.

### Siedlungen
Die Mehrzahl der acht Dörfer und 17 Weiler (Diseminados) des Gerichtsbezirks Priego liegen in der vom Olivenanbau dominierten Ebene nördlich der Stadt.
Die Dörfer heißen Campo Nubes, La Concepción, El Cañuelo, Castil de Campos, El Esparragal, Las Lagunillas, Zagrilla und Zamoranos. Die Weiler heißen Las Angosturas, Azores, El Castellar, El Collado, Genilla, Las Higueras, Jaula, Las Navas, Navasequilla, Las Paradejas, El Poleo, La Poyata, Los Ricardos, Salado, Solvito, El Tarajal, La Vega und Los Villares.
In diesen Siedlungen finden sich für die Region typische Landgüter mit weitläufigen weißen Häusern, großen Innenhöfen und Terrassen.

### Verkehr
In früherer Zeit lag die Stadt an der ehemaligen Hauptverbindungsstraße N-321, die von Úbeda über Jaén nach Málaga führte. Heute jedoch liegt Priego abseits der großen Verkehrswege. Die Straße N-432, die kürzeste Verbindung von Granada nach Córdoba, läuft in 15 km Abstand nordwestlich an der Stadt vorbei über Alcalá la Real und Alcaudete. Am nördlichen Stadtrand kreuzen sich die beiden Straßen A-333 und A-339, über die die Stadt von den vier Himmelsrichtungen aus zu erreichen ist.

### Gewässer
Der Bach Genilla im westlichen Gemeindegebiet, der zum Rio Zagrilla fließt, ist von einer Auenlandschaft gesäumt. In Ufernähe gedeihen Quittenpflanzungen, die mit seinem Wasser bewässert werden.
Die Uferböschungen des Rio Salado, der im Stadtkern entspringt, sind teilweise frei von Vegetation. Die übermäßige landwirtschaftliche Nutzung hat schwere Erosionsschäden verursacht.

### Klima
Bis in die jüngere historische Vergangenheit war Priego von einem maritim beeinflussten milden Klima mit auskömmlichen Niederschlägen begünstigt. In den letzten Jahren ist, verbunden mit einem Ansteigen der jährlichen Durchschnittstemperaturen, ein Wandel hin zum Extremen zu beobachten: Wechselhaftere Wetterlagen im Winter, mit häufigerem Frost als früher, und heiße, wesentlich trockenere Sommer mit Temperaturen bis zu 44°.

## Bevölkerung
Am 1. Januar 2022 zählte Priego de Córdoba 22.092 Einwohner.
| 14.777 | 16.904 | 17.691 | 19.000 | 24.501 | 25.181 | 27.093 | 25.168 | 21.229 | 19.485 | 20.823 | 22.378 | 23.408 | 22.288 |

## Wirtschaft

### Landwirtschaft
Die Landwirtschaft in der Umgebung wird vom Olivenanbau dominiert. Die Oliven von Priego de Córdoba sind durch kontrollierte Herkunftsbezeichnung geschützt. In geringerem Umfang wird Getreide, Obst und Gemüse angebaut.

### Industrie und Gewerbe
Industrie und Gewerbe sind durch kleine und mittelständische Betriebe geprägt. Die einst florierende Textilindustrie ist in den 1970er Jahren stark geschrumpft und konzentriert sich auf fertige Konfektionsware.

### Tourismus
Durch sein historisches Erbe, sein barock geprägtes Stadtbild, die Sehenswürdigkeiten am Ort und die umgebende Landschaft ist Priego ein Ziel für kulturell interessierte Touristen und für Naturliebhaber, die neben den touristischen Brennpunkten der Region auch die ruhigere Seite Andalusiens kennenlernen möchten. Durch die Provinzialregierung von Andalusien (Junta de Andalusia) wurden 30 historische Gebäude in Priego zum nationalen kulturellen Erbe erklärt.

### Medien
Das Periódico Adarve ist eine 1952 gegründete Zeitschrift, die alle 14 Tage erscheint. Der lokale Fernsehsender Tele Priego kann über Kabel empfangen werden.

## Geschichte

### Frühgeschichte und Römerzeit
Die ersten Siedlungshinweise aus der Gegend datieren aus der Mittelsteinzeit vor rund 90.000 – 30.000 Jahren. Steinwerkzeuge und Pfeilspitzen wurden in der Höhle von Cholones, in der Ortschaft Genilla und auf dem Cerro de las Viñás gefunden.
Vom 3. Jahrhundert vor Christus bis zum 5. Jahrhundert nach Christus gehörte die Region zu römischen Reich, zum Pagus von Ipolcobulcula, dem heutigen Carcabuey.

### Maurische Epoche
Während der maurischen Zeit ab dem 9. Jahrhundert hieß der Ort „Medina Bahiga“. Er wuchs und wurde während des Hauptort eines der Territorien von Al-Andalus. Er spielte eine wichtige Rolle in den kriegerischen Auseinandersetzungen der Emire von Córdoba, an denen zahlreiche Bürger der Stadt teilnahmen. 889 wurde Priego zum Zentrum einer Erhebung, die von Ibn Mastana angeführt wurde, der sich selbst Herr von Priego und Luque nannte.
Nach dem Untergang des Kalifats von Córdoba kam die Stadt zunächst zum Reich der Ziriden und Ende des 11. Jahrhunderts zum Almorávidenreich, die im 12. Jahrhundert von den Almohaden abgelöst wurden.

### Reconquista
Bereits 1225 eroberte Ferdinands III. von Kastilien den Ort und übergab ihn dem Orden von Calatrava. Priego fiel jedoch wieder zurück an das nasridische Emirat von Granada. Erst 1341 wurde Priego von den Truppen Alfons‘ XI. endgültig für die christliche Reconquista erobert.
Nach der Eroberung ließ dieser die Mauern der Burg neu errichten. Er förderte die Wieder-Besiedlung der Stadt, indem er ihr Steuerprivilegien einräumte. 1370 wurde die Stadt von Heinrich II. von Kastilien an Gonzalo Fernández de Córdoba, das Oberhaupt des Adelshauses von Aguilar, abgetreten.
1502 ernannten die Katholischen Könige Don Pedro Fernández de Córdoba zum ersten Marqués von Priego. In dieser Zeit blühte die Stadt auf; es entstanden das Haus des Stadtrats, der Kerker, das Speicherhaus (pósito) und das Schlachthaus. Die Kapelle von San Nicasio wurde wiedererbaut und die Kirche San Esteban, heute San Francisco, neu erbaut.

### 17. bis 19. Jahrhundert
Im 17. Jahrhundert wurde die moriskische Bevölkerung vertrieben, die zuvor hauptsächlich das Viertel an der Puerta de Granada bewohnt hatte. Rund 3000 Personen mussten die Stadt verlassen, was zum wirtschaftlichen Niedergang führte. Dieser wurde dadurch verschlimmert, dass zu Beginn des 17. Jahrhunderts die Alcabalas genannten Verkaufssteuern eingeführt wurden. Kraft eines Vertrages, der mit König Philipp III. geschlossen und 1617 von Philipp IV. ratifiziert wurde, erwarb die Stadt für 130.000 Dukaten das Recht, die Alcabalas zu erheben.
1650 und 1680 erlitt die Stadt jeweils eine Pestepidemie.
Im Spanischen Erbfolgekrieg nahm Priego 1705 an den Kämpfen um Gibraltar teil. 1711 geriet sie unter die Herrschaft des Herzogs von Medinaceli. Es folgte eine Epoche wirtschaftlicher Prosperität, weil sich eines der Zentren der spanischen Seidenherstellung am Ort etablierte. Taft und Samt aus Priego wurden in weite Teile Spaniens, nach Portugal, nach Frankreich und nach Übersee verkauft.

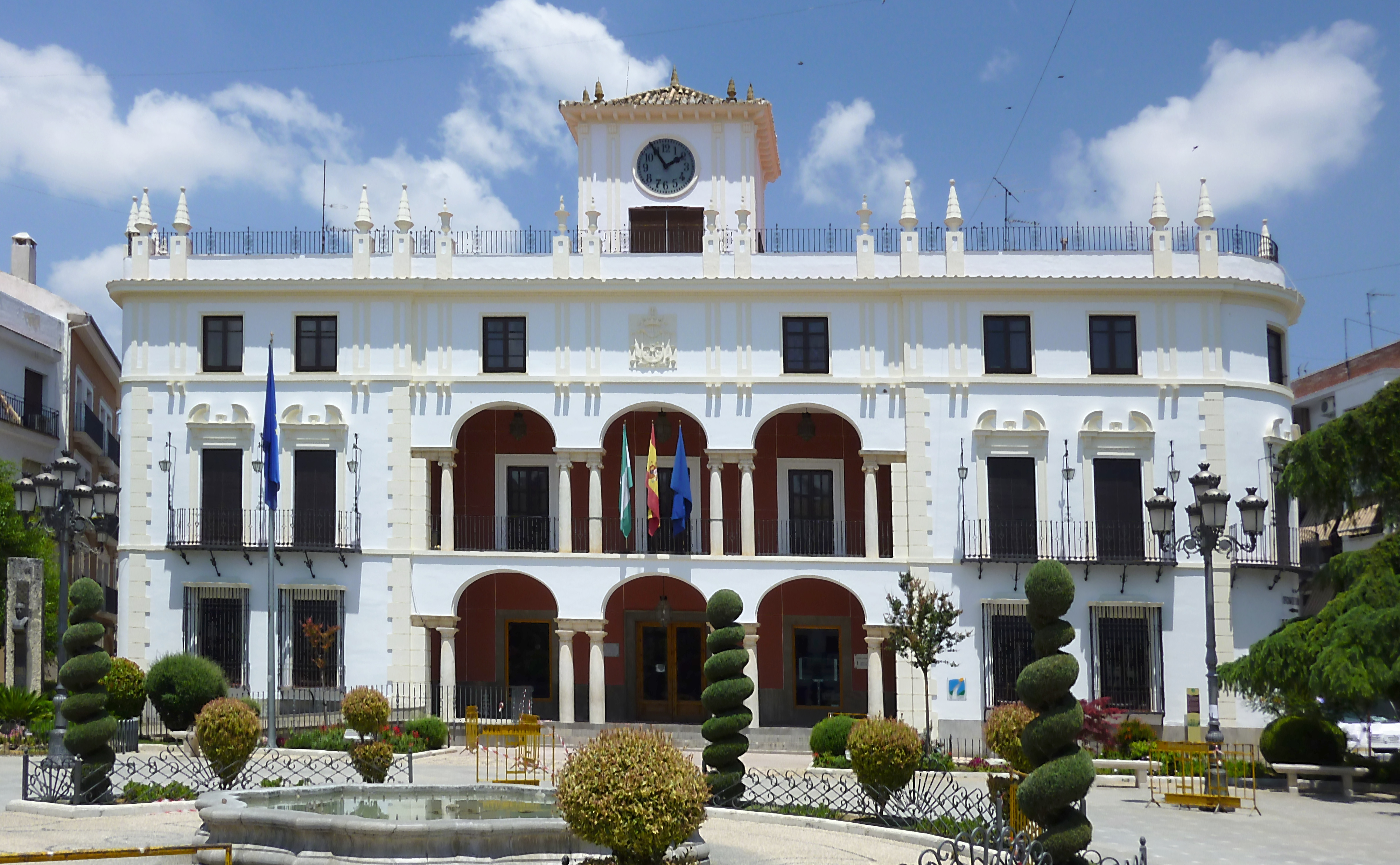
Rathaus

In dieser Zeit, unter dem Einfluss der Schule des Architekten Francisco Hurtado Izquierdo, entstanden die prachtvollen barocken Kirchen und Stadthäuser, die das heutige Stadtbild prägen. Neubauten waren auch wegen der Schäden durch das Erdbebens von Lissabon, das 1755 bis nach Priego wirkte, nötig.
Ende des 18. Jahrhunderts, unter dem Konkurrenzdruck der Baumwollstoffe aus England und Katalonien, brach die Seidenherstellung jedoch zusammen. Es folgte eine Epoche der wirtschaftlichen Depression in der ersten Hälfte des 19. Jahrhunderts, auch bedingt durch die französische Besetzung und die Unabhängigkeitskriege gegen Napoleon und die politischen Wirren und Kämpfe im Spanien des 19. Jahrhunderts.
Trotz dieser Krise entstand im späteren Verlauf des Jahrhunderts eine industrielle Textilproduktion am Ort. Die Bevölkerung wuchs auf 27.000 Personen. 1881 ernannte Alfons XII. Priego zur Stadt (Ciudad).

### 20. Jahrhundert
In den 1920er Jahren wuchs die Textilindustrie weiter an. In den 1970er Jahren wurde die Produktion von Stoffen unwirtschaftlich; in geringerem Umfang entstand am Ort eine Konfektionswarenindustrie.

### Wappen
Das ursprüngliche Stadtwappen zeigte ein Schloss in Gold auf grünem Feld. Die heutige Fassung stammt aus dem 18. Jahrhundert. Der Schriftzug unter dem Wappen lautet übersetzt: Sehr edel und sehr ruhmreich.

## Sehenswürdigkeiten

### Burg
Die Stadtburg ist eine ursprünglich maurische Anlage aus dem 13. und 14. Jahrhundert, ein militärischer Zweckbau von strengem Erscheinungsbild mit mehreren rechteckigen Türmen und einem runden Turm. Einer der Türme, der Torre del homenaje (Huldigungsturm), erhebt sich 30 m über dem Erdboden. Die Burg wurde bereits 1943 unter Denkmalschutz gestellt.

### Barrio de la Villa

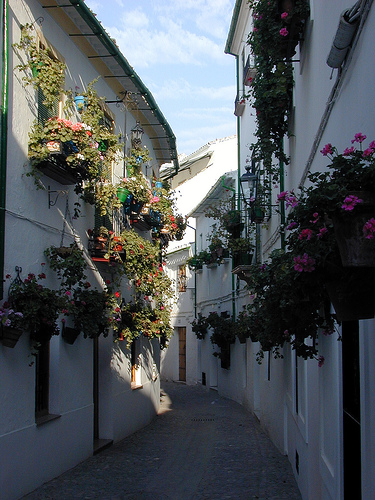
In der Calle Real

Das Stadtviertel Barrio de la Villa bestand schon in der maurischen Zeit. 1972 wurde es als Conjunto histórico-artístico unter Denkmalschutz gepflegt. Die Architektur der weißen, zwei bis dreistöckigen Häuser und die langen, engen Gassen sind vergleichbar mit der anderer Stadtviertel in Andalusien, beispielsweise dem Albaicín in Granada oder in der Judería in Córdoba. Bemerkenswert in Priego ist der überbordende Blumenschmuck, der von fast allen Balkonen und Gitterfenstern herausquillt. Die Blumen werden das ganze Jahr über gehegt.

### Adarve-Balkon
Am nordöstlichen Rand des Barrio de la Villa erhebt sich der Balcón de Adarve 55 m über der Tiefebene. Drei regelmäßig angeordnete, von natürlichen Quellen gespeiste Brunnen spenden ununterbrochen Wasser. Der Balkon bietet einen weiten Ausblick auf die Ebene, die Olivenhaine und die Berge im Umland.

### Fuente del Rey

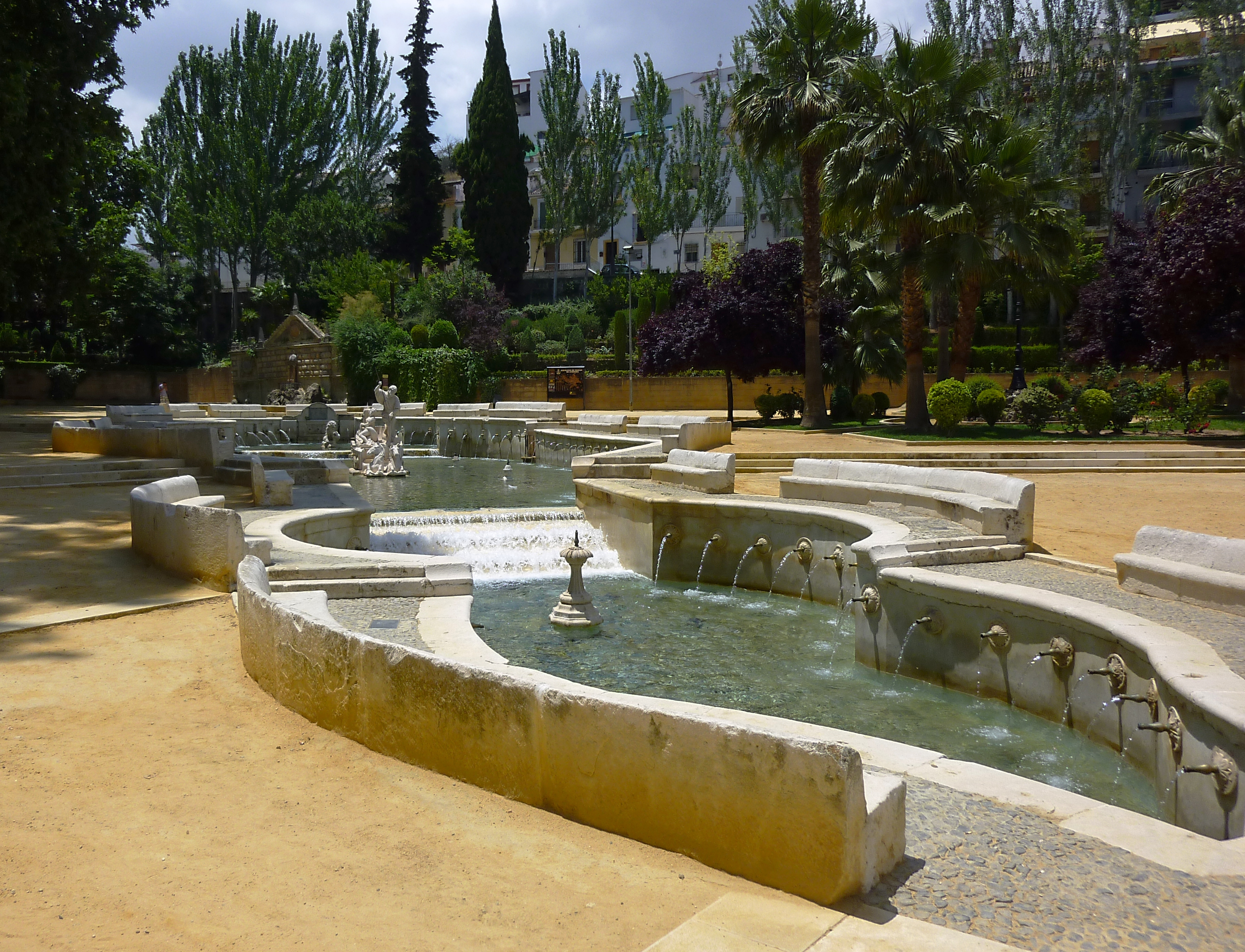
Die Fuente del Rey

Der barocke Brunnen wurde von Remigio del Mármol 1803 erbaut. Zuvor hatte es schon seit dem 15. Jahrhundert einige Vorgängerbrunnen gegeben, die die natürliche Quelle an dieser Stelle nutzten.
Die Anlage besteht aus drei geschwungenen Becken, die von insgesamt 139 Wasserspeiern versorgt werden. Die Brunnenskulptur im mittleren Becken wurde vom klassizistischen Bildhauer José Álvarez Cubero gestaltet. Sie stellt den Meeresgott Neptun und seine Frau Amphitrite dar. Sie stehen auf einem Wagen, der von Seepferdchen durch das Wasser gezogen wird. Im oberen Becken kämpft ein Löwe mit einer Schlange; diese Skulptur stammt von Remigio del Mármol.
Infolge der Trockenheit und infolge illegaler Brunnengrabungen hat der Brunnen in jüngster Vergangenheit rund 2/3 seiner früheren Schüttmenge eingebüßt (Stand 2007).

### Königliches Schlachthaus
Das Gebäude, das als Schlachthaus und Markthalle diente, wurde von 1576 bis 1579 von dem Architekten Francisco del Castillo aus Jaén erbaut. Es ist gekennzeichnet durch eine manieristische Fassade im italienischen Stil. Die Säulen an der Vorderseite tragen einen dreieckigen Giebel. Der Grundriss ist quadratisch, mit einem zentralen Innenhof mit Türmen an den Ecken, an allen vier Seiten umgeben von einem Arkadenbalkon auf Säulen. Eine Wendeltreppe führt hinab ins Untergeschoss, wo das Vieh geschlachtet wurde.

### Kirchen

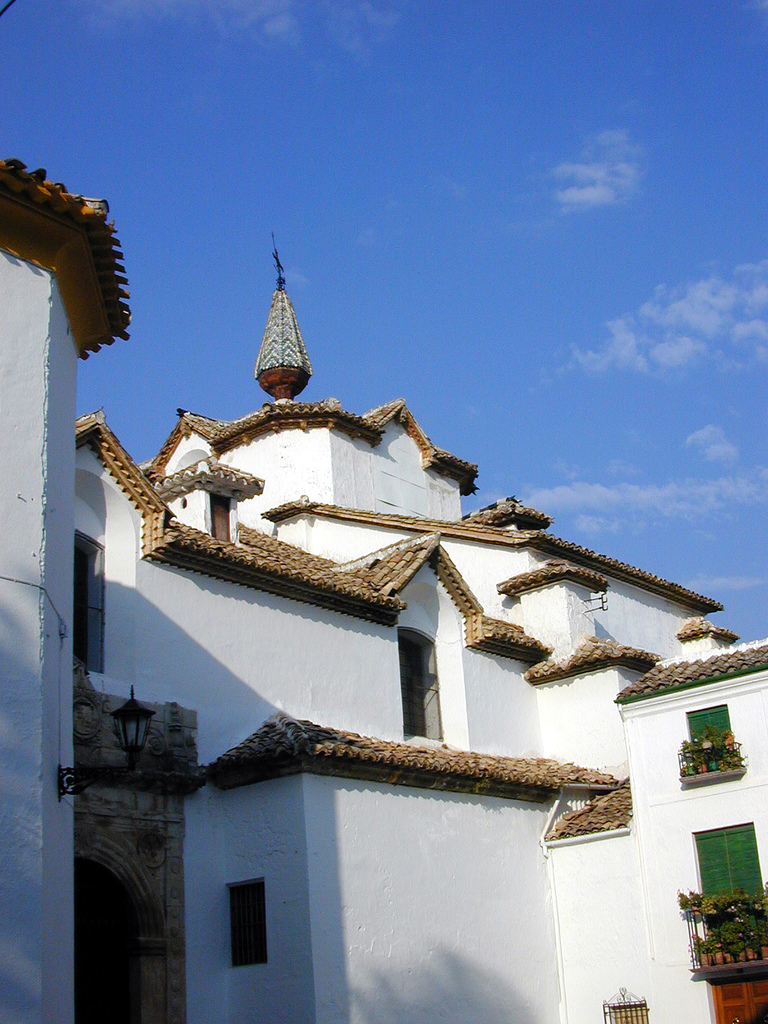
Parroquia de la Asunción

- Die Parroquia de Nuestra Senora de la Asunción (Pfarrkirche Mariä Himmelfahrt) wurde 1525–1575 im Mudéjar-Stil erbaut. Im 17. Jahrhundert kamen zahlreiche Seitenkapellen hinzu, im 18. Jahrhundert das barocke Deckengewölbe.[9] sowie die achteckige, von Francisco Javier Pedrajes erbaute Seitenkapelle Capilla del Sagrario mit ihrem Fächergewölbe, das mit reichhaltigem Rokoko-Stuckwerk dekoriert ist.[6]
- Die Iglesia de Nuestra Señora de las Angustias (Kirche der schmerzensreichen Mutter) ist ein Hauptwerk des 18. Jahrhunderts in Priego. Die Architektur des Bauwerks und dessen Ausschmückung durch Stuckornamente und farbenfrohe Ausmalung harmonieren miteinander in stilreinem Rokoko.
- Die Rokoko-Kirche Iglesia de la Aurora y San Nicasio wurde auf dem Fundament einer alten Moschee errichtet.
- Die Iglesia de San Francisco.
- Die Iglesia de Nuestra Señora del Carmen.
- Die Iglesia de las Mercedes.
- Hospital und Kirche San Juan de Dios im barocken Stil.
- Die Barockkirche Iglesia de San Pedro.
- Die vor 1593 erbaute Ermita del Calvario (Kalvarienkapelle).
- Die 1747 erbaute Kapelle Ermita de la Sagrada Familia de Belén.
- die Parroquia de la Santísima Trinidad (Pfarrkirche Heilige Dreifaltigkeit).

### Calle del Río
Die Calle del Rio führt von der Fuente del Rey in die Stadt hinein. In ihr stehen dicht an dicht eine ganze Reihe von Palazzi, die von wohlhabenden Familien im 18. Jahrhundert erbaut wurden. Einer von ihnen war das Wohnhaus von Niceto Alcalá Zamora, dem ersten Präsidenten der Zweiten Spanischen Republik.

### Stierkampfarena
Die 1892 erbaute Stierkampfarena bietet 7000 Zuschauern Platz.

## Museen

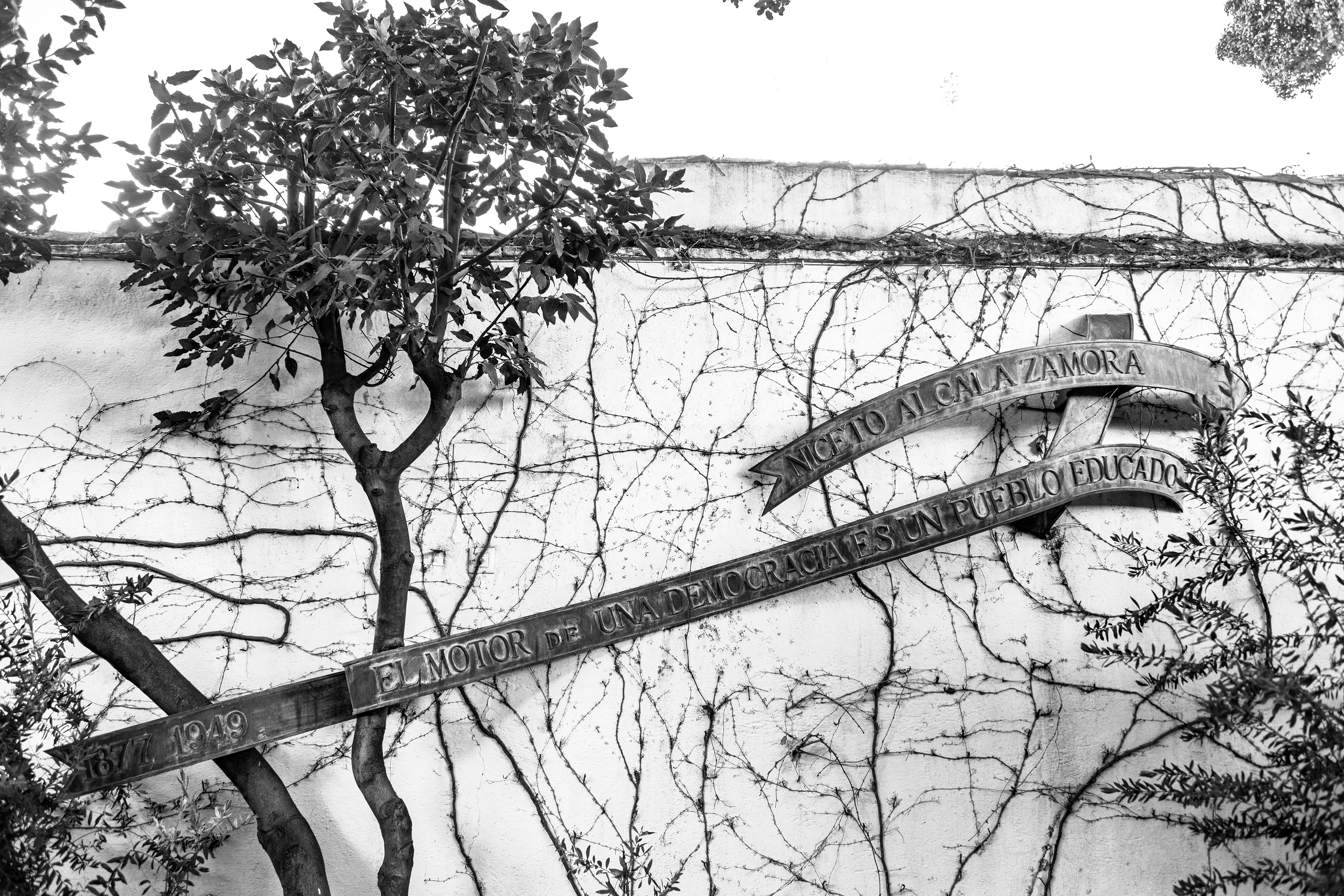
Casa Museo Don Niceto Alcalá-Zamora y Torres

- Das Museo Histórico Municipal zeigt eine Sammlung archäologischer und historischer Fundstücke aus Priego und Umgebung.
- Die Casa Museo Don Niceto Alcalá-Zamora y Torres informiert über das Leben von Niceto Alcalá Zamora
- Das Museo Adolfo Lozano Sidro zeigt Gemälde und Skulpturen.
- Das Museo del Paisaje Español Contemporáneo Antonio Povedano zeigt Arbeiten des zeitgenössischen Malers Antonio Povedano.

## Regelmäßige Veranstaltungen

### Palmsonntag und Karwoche
An den Tagen von Palmsonntag bis Karfreitag bereiten die religiösen Vereinigungen (Hermandades) von Priego mit Prozessionen und Gottesdiensten auf das Osterfest vor.
Beispielsweise veranstaltet die Hermandad de los Dolores in der Nacht zum Karfreitag um 1 Uhr morgens eine Prozession von der Parroquia de Nuestra Senora de la Asunción zum Kalvarienberg. Am Morgen folgt die Hermandad de Nuestro Padre Jesus Nazarenso mit ihrer Bußprozession, und um 8 Uhr am Abend erinnert die Hermandad de las Angustias mit einer Prozession an den Kreuzweg Christi.

### Fronleichnam
Zum Fronleichnamsfest werden die Straßen im Barrio de la Villa bedeckt mit farbenprächtigen Bildmosaiken aus Blütenblättern.

## Sonstige Festlichkeiten
- Die seit vierhundert Jahren bestehenden Hermanos campanilleros de la Aurora ziehen jeden Samstag um Mitternacht durch die Gassen und singen Lieder zur Verehrung Mariens.
- An jedem Sonntag im Mai findet eine Prozession statt.
- Die Feria real findet vom 1. bis 5. September statt.
- Die Feria del Ganado (Viehfest) wird vom 3. bis 5. September gefeiert.

## Kulinarische Spezialitäten
- Priego ist die angestammte Heimat der Olivensorte Picudo. Das Olivenöl mit kontrollierter Herkunftsbezeichnung Priego de Córdoba wurde vielfach mit Preisen ausgezeichnet.
- Die Turrolate sind eine für die Region um Priego und Rute typische Süßigkeit. Es sind zylindrischer Röllchen, hergestellt aus Kakao, Mandeln oder Erdnüssen, Zucker und Zimt.
- Hornazos de la Semana Santa sind eine Art Pasteten aus Hefeteig. In Priego sind sie geformt wie ein Huhn, mit einem gekochten Ei im Innern. Sie werden dort traditionell am Karfreitag gegessen.
- Piñonate sind Gebäckstücke aus Eiern, Olivenöl, Mehl und Honig, mit Mandeln, Pinienkernen und verschiedenen Gewürzen wie Anis, Zimt, Gewürznelken und Orangenschalen.

## Söhne und Töchter der Stadt
- Antonio Caballero y Góngora (1723–1796), Erzbischof von Bogotá ab 1777 und ab 1783 Vizekönig von Neugranada
- José Álvarez Cubero (1768–1827), klassizistischer Bildhauer
- Niceto Alcalá-Zamora (1877–1949), erster Präsident der Zweiten Spanischen Republik
- José Molina Comino, Musiker und Komponist
- Cristóbal Parralo Aguilera (* 1967), Fußballspieler und -trainer